# Achaguas
Achaguas is een gemeente in de Venezolaanse staat Apure. De gemeente telt 75.000 inwoners. De hoofdplaats is Achaguas.
De gemeente is met een ster vertegenwoordigd in de vlag van Apure.